# Xocoatl
Cet article concerne la boisson. Pour l'œuvre de Caratini, voir Xocoatl (Caratini).
Le xocoatl est une boisson d'origine aztèque, à base de cacao. 
C'est une boisson amère et épicée, souvent assaisonnée avec de la vanille, du piment et du roucou. Elle fut inventée par les Aztèques, qui l'associèrent à Xochiquetzal, la déesse de la fertilité. Ils pensaient que le xocoatl permettait de lutter contre la fatigue et cette croyance découle probablement de la teneur en théobromine du produit.
Le nom xocoatl est l'une des origines probables du mot chocolat. Il proviendrait du nahuatl xocolatl,, qui est une combinaison des mots xocolli (signifiant « acide », ou «amer») et atl (qui veut dire « eau »),,.